# Vilminore di Scalve
Vilminore di Scalve là một đô thị ở tỉnh Bergamo trong vùng Lombardia, có vị trí cách khoảng 90 km về phía đông bắc của Milan và khoảng 45 km về phía đông bắc của Bergamo. Tại thời điểm ngày 31 tháng 12 năm 2004, đô thị này có dân số 1.541 người và diện tích là 40.9 km².
Đô thị Vilminore di Scalve có các frazioni (đơn vị cấp dưới, chủ yếu là các làng) Vilmaggiore, S. Andrea, Dezzolo, Bueggio, Nona, Pezzolo, Pianezza, và Teveno.
Vilminore di Scalve giáp các đô thị: Azzone, Colere, Gromo, Oltressenda Alta, Rovetta, Schilpario, Teglio, Valbondione.